# Potencjał elektrochemiczny
Potencjał elektrochemiczny {\displaystyle ({\overline {\mu }}_{i})} – pojęcie z zakresu elektrochemii oznaczające potencjał chemiczny jonu i w polu elektrostatycznym, zgodnie z definicją IUPAC opisaną wzorem:
{\displaystyle {\overline {\mu }}_{i}=\mu _{i}+z_{i}\mathrm {F} \varphi ,}
gdzie:
{\displaystyle {\overline {\mu }}_{i}} – potencjał elektrochemiczny, J/mol
{\displaystyle \mu _{i}} – potencjał chemiczny, J/mol
{\displaystyle z_{i}} – ładunek jonu, bezwymiarowy
{\displaystyle \mathrm {F} } – stała Faradaya, F = 96485,33 C/mol
{\displaystyle \varphi } – potencjał elektryczny, V

## Inne użycie terminu
Termin potencjał elektrochemiczny bywa używany potocznie w znaczeniu potencjału katody względem anody lub dowolnej elektrody względem elektrolitu (potencjał jednostkowy). Należy zwrócić uwagę, że mierzony potencjał elektrody, chociaż elektrochemiczny w genezie, nie jest równy różnicy potencjałów elektrochemicznych (ze względu na niemierzalny potencjał Galvaniego) i nie jest zgodny z definicją IUPAC.
Podstawą każdego ogniwa galwanicznego jest zawsze reakcja redoks, którą można rozbić na połówkowe reakcje utleniania (utraty elektronów przez anodę) i redukcji (przyjmowanie elektronów na katodzie). Przepływ prądu w ogniwie jest spowodowany różnicą potencjałów na katodzie i anodzie. Potencjał jednej elektrody jest czasem nazywany jej potencjałem elektrochemicznym.
Absolutny potencjał elektrochemiczny jest trudny do zmierzenia, gdyż aby zbadać prąd generowany potencjalnie przez jedną elektrodę, trzeba ją zestawić z inną elektrodą w ogniwo. Z tego względu powstało pojęcie standardowego potencjału elektrochemicznego. Potencjał ten mierzy się względem standardowej elektrody wodorowej, dla której umownie przyjęto, że jej standardowy potencjał wynosi 0 we wszystkich temperaturach. Potencjał standardowy innych elektrod zmienia się z temperaturą i ciśnieniem.
Na podstawie standardowych potencjałów elektrochemicznych tworzy się szereg elektrochemiczny metali, który umożliwia przewidzenie kierunku płynięcia prądu w ogniwie zestawionym z dwóch dowolnych metali.